# Parque nacional de Écrins
El Parque Nacional de los Écrins (del francés: Parc National des Écrins) es un parque nacional de Francia delimitado en los Alpes del Delfinado.
El territorio del parque nacional de los Écrins es de 91 800 hectáreas y fue creado en 1973. Lo componen 100 cumbres de más de 3000 metros y una cuarentena de glaciares. Su punto culminante es la Barre des Écrins, a 4102 metros de altitud.

## Fauna

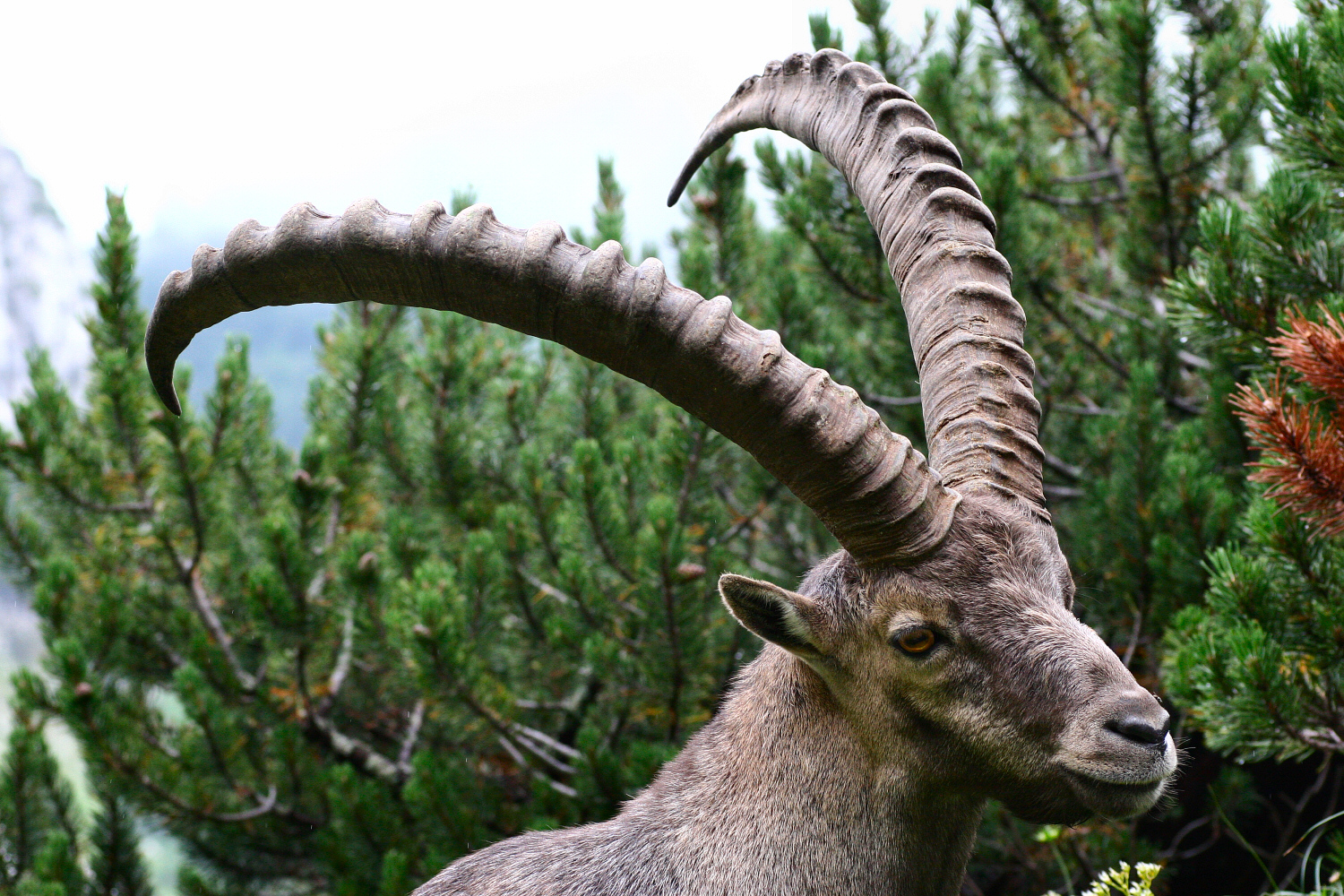
Íbice macho

Muchas especies animales están presentes en el parque. Entre los mamíferos, destacan el rebeco (12 000 ejemplares), íbice (600 individuos divididos en 3 poblaciones), marmota, armiño, ardilla, zorro, lobo y lince. 
También hay víboras, águilas reales (37 parejas registradas), quebrantahuesos (sin cría), halcón peregrino, búho real, lechuza de Tengmalm y urogallo.